# Pangani
Pangani popř. Ruvu je řeka ve Východní Africe v Tanzanii. Je 400 km dlouhá.

## Průběh toku
Pramení na svazích masívu Kilimandžáro pod jménem Rau. Překonává mnoho peřejí. Ústí do Indického oceánu nedaleko města Pangani.

### Přítoky
- zleva – Ruvu, Mkomazi
- zprava – Kikuletwa, Saunyi

## Vodní režim
Největší průtok má v létě v období dešťů (listopad až duben).

## Využití
Vodní doprava je možná do vzdálenosti 40 km od ústí. Na horním toku pod soutokem Rau a Kikuletwy byla vybudována přehradní nádrž Nyumba ya Mungu.